# Nathan Dahlberg
Nathan Dahlberg (Whanganui, Nueva Zelanda; 22 de febrero de 1964 – China; 23 de agosto de 2024) fue un ciclista profesional y entrenador de ciclismo neozelandés especialista en ciclismo en ruta.

## Carrera

### Ciclista
| Periodo   | Equipo                      |
| --------- | --------------------------- |
| 1988–1991 | 7-Eleven–Hoonved            |
| 1992      | Spago                       |
| 1994      | Motorola                    |
| 1997      | Village - Peddler           |
| 1999      | Team Hohenfelder - Concorde |
| 2003–2005 | Marco Polo                  |

### Entrenador
Luego de retirarse como ciclista, Dahlberg pasó a ser el entrenador del Marco Polo hasta la desaparición del equipo en 2012. En 2015 impuso el récord mundial de escalada más alta montado en una bicicleta cuando ascendió el Broad Peak. Cuando estaba subiendo la 12° más alta del mundo, resbaló en hielo y bajó hasta que detuvo la caída con un pica hielo. Solo tuvo algunos cortes en la cabeza pero perdió su pasaporte y otros objetos. Su equipo abandonó la exploración luego del incidente.

## Resultados
- Segundo lugar en el Grand Prix de la ville de Pérenchies 1985
- Sexto lugar en el GP Betekom de 1988
- Ganador de la etapa 1 del Tour de Suisse de 1990[6]
- Séptimo lugar en el Giro della Toscana de 1990
- Ganador de la etapa nueve de la Ruta México 1991
- Tercer lugar del Reading Classic 1991
- Sexto lugar del Trofeo dell'Etna 1991
- Tercer lugar en el Casper Classic 1992, ganó la octava etapa
- Décimo lugar del Tour of South China Sea 2000
- Ganador del Tour du Maroc 2001, ganó la etapa 5
- Cuarto lugar del Tour du Faso 2001
- Décimo lugar del Perlis Open 2001
- Ganador de la etapa 2 del Tour de Serbia 2002
- Ganador del Tour d'Indonesia 2004
- Séptimo lugar del Tour d'Indonesia 2010

## Apariciones en Tours Grandes
- Tour de Francia en 1988 (posición 144) y 1989 (no terminó).[7]
- Lugar 39 en el Giro de Italia 1990.[8]